# Пеллинген
Пеллинген (нем. Pellingen) — населённый пункт, коммуна (ортсгемайнде) в Германии, в земле Рейнланд-Пфальц.
Входит в состав района Трир-Саарбург. Подчиняется управлению Конц. Население составляет 985 человек (на 31 декабря 2010 года). Занимает площадь 7,21 км².